# Elaenia (альбом)
Elaenia — дебютний студійний альбом британського електронного музиканта Сема Шепарда, випущений під його псевдонімом Floating Points 6 листопада 2015 року на власному лейбллі Сема Pluto та Luaka Bop. Шепард створив обкладинку альбому, з'єднавши оптоволоконні кабелі з саморобним гармонографом. Спочатку Шепард планував, що альбом міститиме лише один трек, але йому порадили відмовитися від цієї ідеї, і зрештою він розділив музику на сім пісень. Заголовний трек «Elaenia» був названий так після того, як Шепарду наснився сон про птаха, який опинився в лісі після того, як він прочитав фантастичний роман Сумма: Сорок оповідань з потойбічного світу американського нейробіолога Девіда Іглмена.

## Відгуки критиків
На сайті Metacritic, який присвоює нормалізований рейтинг зі 100 рецензіям основних критиків, Elaenia отримав середній бал 85 на основі 20 рецензій, що свідчить про «загальне визнання». Альбом був визнаний найкращим альбомом 2015 року за версією Resident Advisor і посів 20 місце у списку альбомів року за версією Pitchfork. Журнал XLR8R присвоїв йому друге місце серед найкращих релізів 2015 року.
Пишучи для Pitchfork, Філіп Шерберн назвав Elaenia «насиченим і гостинним», сказавши, що це «такий теплий і плавний „електронний“ альбом, який ви слухатимете цілий рік». Шерберн високо оцінив «позачасове відчуття» альбому і нагородив його відзнакою «Найкраща нова музика». Сем Вокер-Смарт з журналу Clash сказав, що це був «масштабний, величний дебют… який радує серця і розум» і заявив, що це «один з тих рідкісних альбомів, який з легкістю перетинає жанри і аудиторію». Вокер-Смарт завершив свою рецензію словами, що «якщо у вас є хоч трохи розуму, ви знайдете місце у своїй бібліотеці для цього альбому». Рецензент AllMusic Енді Келлман сказав, що деякі слухачі можуть відчути почуття антиклімаксу через «легкий» характер музики у порівнянні з попередніми роботами Шепарда, зазначивши, що йому «судилося стати одним з тих альбомів, які надихають на ритуальні вечірки прослуховування, що проводяться невеликими групами меломанів», але зауважив, що «це не повинно стати причиною для заперечення». Ешлі Златопольський з Rolling Stone сказав, що це був «набір, який відображає передові механізми складного розуму Шепарда», що «підтверджує його як одного з найбільш далекоглядних талантів сучасної електронної музики». У своїй рецензії для PopMatters Натан Стівенс сказав, що Elaenia «не позбавлений недоліків» і заявив, що його «розчарувала» тривалість альбому, але сказав, що він містить «смачну їжу для мозку та вух».
Стівен Ворті з Mojo сказав, що це був «надзвичайно гарний дебют», назвавши його «візіонерським синтезом усіх від Дебюссі до Білла Еванса, Talk Talk до Тео Перріша», а Даніел Сильвестр з Exclaim! назвав його «захоплюючим і впевненим дебютом». Девід Саклах з Consequence сказав, що Elaenia «виділяється як надзвичайно впевнений дебютний альбом», який, ймовірно, збентежить і вразить шанувальників, які стежили за його творчістю протягом останніх півтора десятка років". Саклах сказав, що альбом є «впевненим і повноцінним електронним записом, призначеним для прослуховування у тихих місцях», але виявив, що іноді середня частина альбому здавалася занадто стриманою. У своїй рецензії на The Line of Best Fit Рорі Фостер зазначив, що альбом був «чимось, на що варто було чекати», і сказав, що він «настільки вражаючий і корисний, наскільки ви цього хочете». Рецензент DIY Денні Райт назвав альбом «зачаровуючим», сказавши, що він «розумний і теплий, витончений і життєрадісний». Джозеф Твін з Mixmag похвалив точність музики Шепарда і заявив, що Elaenia «вимагає зосередженості […] але зверніть на неї увагу, і ви будете винагороджені». У статті для Resident Advisor Крістін Какайре зазначила, що «навряд чи перший альбом Floating Points був би чимось іншим, ніж прекрасним, хоча його приголомшлива віртуозність виявилася більш невловимою, ніж очікувалося … незважаючи на всю розкіш альбому, Elaenia може відчувати себе спокусливо недосяжною».

## Нагороди
Альбом потрапив до багатьох списків «Найкраще за 2015 рік» від різних видавництв.
| Видання      | Місце | Список                                 |
| ------------ | ----- | -------------------------------------- |
| AllMusic     | -     | AllMusic Best of 2015                  |
| Bleep        | -     | Bleep's Best of 2015: Albums / EPs     |
| Clash        | 19    | Top 50 Albums of 2015                  |
| The Guardian | 6     | The Best Albums of 2015                |
| NPR          | -     | NPR Music's 50 Favorite Albums of 2015 |

## Трек-лист
| #     | Назва                       | Тривалість |
| ----- | --------------------------- | ---------- |
| 1.    | «Nespole»                   | 5:08       |
| 2.    | «Silhouettes (I, II & III)» | 10:42      |
| 3.    | «Elaenia»                   | 7:14       |
| 4.    | «Argenté»                   | 4:34       |
| 5.    | «Thin Air»                  | 3:59       |
| 6.    | «For Marmish»               | 5:46       |
| 7.    | «Peroration Six»            | 5:05       |
| 42:28 |                             |            |

## Персоналії
- Сем Шепард — композитор, продюсер, запис, зведення, вокал, оформлення
- Том Скіннер — барабани (2)
- Лео Тейлор — барабани (6, 7)
- Лейла Резерфорд — вокал
- Рахель Дебебе-Дессалень — вокал (2)
- Сусуму Мукай — бас (2, 7)
- Цянь Ву та Едвард Бентон — скрипка (2, 6, 7)
- Метью Кетл — альт (2, 6, 7)
- Алекс Рів — гітара (6, 7)
- Джо Зейтлін — віолончель (2, 6, 7)
- Джон Дент — мастеринг
- Меттью Купер — дизайн
- Джейсон Еванс — фото